# عنکبوت موش شکل مازندران
عنکبوت موش شکل مازندران گونه‌ای از عنکبوت است که بومی انحصاری ایران می‌باشد. نمونه‌های این عنکبوت که تا کنون تنها جنس نر آن شناخته شده‌است از حوالی غار دانیال در استان مازندران جمع‌آوری شده‌اند. این گونه توسط یوری ماروسیک (عنکبوت‌شناس روس)، علیرضا زمانی و امید میرشمسی (عنکبوت شناسان ایرانی) توصیف و به افتخار مازندران نام‌گذاری شده‌است.